# Parosphromenus parvulus
Parosphromenus parvulus je drobná sladkovodní paprskoploutvá ryba z čeledi guramovití (Osphromenidae). Pochází z černých vod Indonésie. Patří k nejmenším druhům rodu, v systému IGL je řazen do skupiny A.